# アントン・アロイス (ホーエンツォレルン＝ジグマリンゲン侯)
アントン・アロイス・マインラート・フランツ（Anton Aloys Meinrad Franz von Hohenzollern-Sigmaringen, 1762年6月20日 - 1831年10月17日）は、ドイツの小諸侯で、ホーエンツォレルン＝ジグマリンゲン侯。

## 生涯
ホーエンツォレルン＝ジグマリンゲン侯カール・フリードリヒとその妻のベルク＝スへーレンベルク女伯ヨハンナの間に生まれる。七年戦争の最中に誕生したため、ドイツにおける戦乱の難を避け、母の実家のある低地地方のスへーレンベルクで大切に育てられた。父がこの戦争に従軍しており、母は子供たちを連れて実家の兄の許に身を寄せていたのである。
成長するとフライブルク、ハイデルベルク、インゴルシュタットの諸大学で学んだ。1782年8月13日、ダウン城でザルム＝キルブルク侯フィリップ・ヨーゼフの娘アメリーと結婚した。1785年父の死でジグマリンゲン侯領を、2年後の母の死でベルク＝スへーレンベルク伯領を相次いで相続。特に後者は低地地方でも豊かな所領であった。
1789年、オーストリア領ネーデルラントでブラバント革命が発生すると、アントン・アロイスは革命政府の圧力により低地地方の自領から追放された。1790年、神聖ローマ皇帝レオポルト2世の戴冠式に参列し、帝国の世襲財務官の役職を果たした。対仏大同盟戦争が勃発すると、アントン・アロイスはウィーンに避難したが、1796年ジグマリンゲンの所領に戻った。1802年、アミアンの和約の成立に伴いフランスがライン左岸地帯を併合したため、アントン・アロイスは低地地方の所領を全て没収された。彼は補償としてシュヴァルツヴァルト北部のグラット荘園、世俗化されたインツィクコフェン、ボイロン、ホルツェンの諸修道院領を与えられた。
1806年、アントン・アロイスは自領をライン連邦に加盟させることにより、自領に対する完全な主権を保証された。とはいえ彼が所領を持つ南ドイツ諸邦の政治的運命は常にフランスに握られていた。ナポレオンへの従属を余儀なくされたとはいえ、シュヴァーベン地方の両ホーエンツォレルン侯家はフランス皇帝と親しい関係を築き、そこから政治的利益を得ることができた。ジグマリンゲン侯家はフランス皇帝一族との縁組にさえ成功した。アントン・アロイスの一人息子カールは、1808年ナポレオンの妹の義理の姪にあたるアントワネット・ミュラを妻に迎えた。加えて、アントン・アロイスはナポレオン皇帝からアハベルクとホーエンフェルスの荘園を与えられ、自領内の全ての騎士領に対する完全な宗主権を認められた。
1814年、アントン・アロイスはウィーン会議に出席し、侯国の主権を保証され、さらに以前バイエルンと低地地方に所有していた領地を返還された。翌1815年侯国はドイツ連邦に加盟した。全体的に、アントン・アロイスの政治的見識は田舎領主のそれに過ぎないと見なされてきた。孫で政治家のカール・アントン・フォン・ホーエンツォレルンは、祖父について「せっかく見晴らしのよい場所をあてがわれたのに、それに目もくれず無駄にした人」と酷評している。
1815年から1817年にかけ、アントン・アロイスはジグマリンゲン城内にある翼の一つ、通称「果物箱（Fruchtkasten）」を5階建ての騎士館に改築し、「ヴィルヘルム館（Wilhelmsbau）」と改称した。
両シチリア王勲章大十字章、プロイセン王家の黒鷲勲章・赤鷲勲章及びバイエルン王家の聖フーベルトゥス勲章の受章者であり、シュヴァーベン帝国クライス軍の胸甲騎兵連隊（カトリック系）の所有者でもあった。

## 引用
1. ↑  Von Paris nach Krauchenwies - Migration im Dienst der Dynastie am Beispiel von Antoinette Murat. Vortrag von Carmen Ziwes am 25. November 2010 in Krauchenwies
2. ↑  Fürst freut sich über Orden beider Sizilien. In: Schwäbische Zeitung vom 14. Januar 2009